# Alya Sometimes Hides Her Feelings in Russian
Alya Sometimes Hides Her Feelings in Russian (時々ボソッとロシア語でデレる隣のアーリャさん, Tokidoki Bosotto Roshiago de Dereru Tonari no Ārya-san, Alja-san, de klasgenote naast mij, fluistert mij soms lieve woordjes toe in het Russisch), soms afgekort als Roshidere (ロシデレ), is een Japanse light novelserie geschreven door SunSunSun en geïllustreerd door Momoco. Oorspronkelijk werden twee kortverhalen op de website Shōsetsuka ni Narō op 6 en 27 mei 2020 uitgegeven in eigen beheer. Sinds februari 2021 worden de verhalen uitgegeven door Kadokawa Shoten onder de imprint Sneaker Bunko.

## Verhaal
Een mooie en getalenteerde jonge Russisch-Japanse meisje, Alja Kujo, en haar klasbuur, Masachika Kuze, een ongemotiveerde student en otaku wie laat opblijft en altijd moe is op school. Alisa bekritiseerd hem constant, maar fluistert lieve woorden in het Russisch, zonder te beseffen dat Masachika haar verstaat, wat hem verbaast en in verlegenheid brengt.

## Personages

### School

#### Studentenraad
- Alisa Michajlovna Kujo (アリサ・ミハイロヴナ・九条, Arisa Mihairovuna Kujō, Russisch: Алиса Михайловна Кудзё, in Japanse bronnen: Куджо) / Alja (アーリャ, Ārya, Russisch: Аля)
- Masachika Kuze (久世 政近, Kuze Masachika)
- Yuki Suo (周防 有希, Suō Yuki)
- Maria Michajlovna Kujo (マリヤ・ミハイロヴナ・九条, Mariya Mihairovuna Kujō, Russisch: Мария Михайловна Кудзё) / Masja (マーシャ, Māsha, Russisch: Маша)
- Ayano Kimishima (君嶋 綾乃, Kimishima Ayano)
- Chisaki Sarashina (更科 茅咲, Sarashina Chisaki)
- Toya Kenzaki (剣崎 統也, Kenzaki Tōya)

#### Andere studenten
- Sayaka Taniyama (谷山 沙也加, Taniyama Sayaka)
- Nonoa Miyamae (宮前 乃々亜, Miyamae Nonoa)
- Takeshi Maruyama (丸山 毅, Maruyama Takeshi)
- Hikaru Kiyomiya (清宮 光瑠, Kiyomiya Hikaru)